# Totem (film fra 1985)
 For alternative betydninger, se Totem (flertydig). (Se også artikler, som begynder med Totem)
Totem er en film instrueret af Claus Bohm efter eget manuskript.
Filmen skildrer punkmiljøet i København i første halvdel af 1980'erne og følger den unge punk-digter Michael Valeur gennem forskellige miljøer i byen. Musikken til filmen er skrevet af Martin Hall.
Filmen indeholder endvidere koncertoptagelser de københavnske punkbands/post-punkbands Ads, Under For, Sort Sol, Alive With Worms og Martin Hall.
Filmen blev optaget i 1984 og fik biografpremiere i den københavnske biograf Delta den 19. juni 1985. Den blev året efter vist i Danmarks Radio. Filmen anses i dag som en kultfilm om det danske punkmiljø. Filmen blev i 2010 udgivet på DVD sammen med en anden af Claus Bohms film, Nattens Engel (1981).

## Handling
Et personligt signalement af den del af ungdomskulturen, som kaldes no future-generationen eller punkkulturen.